# Мумбиела Сьерра, Хосе Луис
Хосе Луис Мумбиела Сьерра (исп. José Luís Mumbiela Sierra; род. 27 мая 1969 года в Монсоне, Испания) — испанский католический иерарх, возглавляющий епархию Пресвятой Троицы в городе Алма-Ате.

## Биография
Окончил богословский факультет Наваррского университета (1987—1992 гг.), где в 1994 г. защитил лицензиат по богословию. 25 июня 1995 г. принял священническое рукоположение в Леридской епархии и был назначен викарным настоятелем прихода во Фраге (1995—1998 гг.).
30 июня 1997 г. защитил докторат по богословию в Наваррском университете, а 28 февраля следующего года как священник fidei donum приехал в епархию Пресвятой Троицы в Алма-Ате, где служил в качестве викария в приходе Шымкента. Впоследствии стал префектом по науке и вице-ректором Межъепархиальной высшей духовной семинарии в Караганде, а 16 июня 2007 г. стал её ректором. 5 марта 2011 года папа Бенедикт XVI назначил его епископом-ординарием епархии Пресвятой Троицы в Алма-Ате.

## Епископат
5 марта 2011 года папа Бенедикт XVI назначил его епископом-ординарием епархии Пресвятой Троицы в городе Алма-Ате. Сменил уходящего на покой епископа Генри Теофилуса Хованца (OFM). Епископскую хиротонию 8 мая 2011 года совершил апостольский нунций в Казахстане архиепископ Мигель Маури Буэндиа. С 2015 года - председатель Конференции католических епископов Казахстана.